# ماكنزي بلاكوود
ماكنزي بلاكوود هو لاعب هوكي الجليد كندي، ولد في 9 ديسمبر 1996 في ثاندر باي في كندا.

## وصلات خارجية
- ماكنزي بلاكوود على موقع دوري الهوكي الوطني (الإنجليزية)
- ماكنزي بلاكوود على موقع EliteProspects.com (الإنجليزية)
- ماكنزي بلاكوود على موقع Eurohockey.com (الإنجليزية)
- ماكنزي بلاكوود على موقع HockeyDB.com (الإنجليزية)
- ماكنزي بلاكوود على موقع Hockey-Reference.com (الإنجليزية)